# Benjamin Creek
Benjamin Creek är ett vattendrag i Kanada.   Det ligger i provinsen Alberta, i den centrala delen av landet, 2 900 km väster om huvudstaden Ottawa.
I omgivningarna runt Benjamin Creek växer i huvudsak barrskog. Trakten runt Benjamin Creek är nära nog obefolkad, med mindre än två invånare per kvadratkilometer.